# Jan Goth
Jan Goth, křtěný Jan Evangelista, původně Johann Goth (2. prosince 1889, Mladá Boleslav – 25. dubna 1965, Benešov) byl český malíř a ilustrátor, zaměstnáním právník a státní úředník s titulem kandidáta justice (JUC.)

## Život a dílo

### Mládí a studia
Narodil se v německojazyčné rodině gymnaziálního profesora Emanuela Viléma Gotha (1853-1924) a matky Anny, rozené Wehrové (1864-??) jako starší ze dvou synů. Vystudoval mladoboleslavské gymnázium a po maturitě byl v roce 1907 přijat na právnickou fakultu německé Karlo-Ferdinandovy univerzity. V roce 1911 se rodina přestěhovala do Prahy, kde byl otec Emanuel Goth profesorem v Praze VIII (Libeň). Jan Goth projevoval nadání ke kreslení. Kresbu studoval v letech 1912-1914 soukromě u Vojtěcha Hynaise. To vysvětluje, že studium práv ukončil až v roce 1914.
Zdroje často tradují (bez dalšího upřesnění původu informace), že Gothova přímluva u Maxe Švabinského, který byl tehdy profesorem AVU, dopomohla Zdeňku Burianovi k přijetí do 2. ročníku Akademie výtvarných umění. Autor publikace Ilustrátoři dobrodružství Vladimír Prokop vyvozuje, že přímluva neznámého začínajícího umělce by Zdeňku Burianovi přístup ke Švabinskému stěží umožnila a že se muselo jednat i o Hynaisův zákrok.

### Světová válka
Studium práv ukončil Jan Goth 21. července 1914, týden před vyhlášením války Srbsku Rakousko-Uherskem. V červnu 1915 narukoval, pro zdravotní stav nebyl poslán na frontu a byl zaměstnáván ve vojenské justici.

### Kariéra úředníka
Po válce se živil jako úředník. Tím získal výjimečné postavení mezi tehdejšími ilustrátory, protože nebyl závislý na žádném nakladateli a mohl i odmítat ilustrace jemu nevyhovujících titulů. V roce 1920 nastoupil na ministerstvo sociální péče, roku 1921 zde byl jmenován prozatímním koncipistou a později se stal vrchním komisařem státních drah v Praze. Titul JUDr. nezískal, skončil jen státní zkouškou bez obhajoby disertační práce. Přesto je občas s titulem uváděn. V roce 1929 se na úmrtním oznámení tchána Aloise Meisslera stále psal jako JUC.

### Rodinný život
Dne 15. srpna 1921 se oženil s Marií Meisslerovou (1895-??). (Otec Marie Meisslerové byl spolumajitelem pivovaru.) Manželé Gothovi žili ve Fibichově ulici (dnešní Matoušova, Praha-Smíchov), odkud se v roce 1941 přestěhovali do Balbínovy ulice na Vinohradech. Měli dceru Janu (*1926) a syna Jiřího (*1928). Dvojčata, která se narodila roku 1933 zemřela předčasně.

### Poslední léta
Poslední knihou, která vyšla s ilustracemi Jana Gotha byli Tři mušketýři po dvaceti letech, vydal František Novák, 1948. Jan Goth žil v Praze, na léto se stěhoval do své vily v Senohrabech. Aby zabránil, jak bylo tehdy obvyklé, nastěhování nájemníka do svého letního sídla, přestěhoval se v roce 1952 do Senohrab natrvalo. Pobyt v domě, který nebyl zřízen k celoročnímu obývání, zhoršoval jeho zdravotní stav, zejména astma. Na jaře 1965 byl převezen do nemocnice v Benešově, kde zemřel. Je pochován v rodinném hrobě na Olšanských hřbitovech, společně s manželkou Marií a synem Jiřím (část 2ob, odd. 24, hrob 506).

## Dílo
Těžiště díla Jana Gotha je v knižních ilustracích. První kniha ilustrovaná Janem Gothem byl románek Quido Maria Vyskočila Princezna z konopí, který vydal Alois Hynek roku 1918.
Důležité jsou jeho ilustrace k šesti dílům Dějin národu českého v Čechách a na Moravě od Františka Palackého, z roku 1939 a ilustrace dalších děl českých klasiků (Eliška Krásnohorská, Karolina Světlá). Stejně tak ilustroval klasická díla zahraniční dobrodružné literatury (Alexandre Dumas st., Daniel Defoe, Jonathan Swift) a další knihy méně významných autorů, našich i zahraničních.
Vytvářel též akvarely (Dáma s družinou, Dáma v klobouku), exlibris, plakáty, knižní obálky a podílel se na grafické úpravě knih. Jedním z mála olejů, které namaloval, je obraz Ve stráni, olej na kartonu, 50x69 cm.
Níže uvedený soupis díla je neúplný.

### Knižní ilustrace českých klasiků
- Svéhlavička ženuškou (původní povídka pro dorůstající dívky, autorka Eliška Krásnohorská, V Praze, Šolc a Šimáček, 1927)
- Černý Petříček (pražský obrázek, autorka Karolina Světlá, V Praze, L. Mazáč, 1930)
- Kantůrčice (z pohorského zákoutí, autorka Karolina Světlá, V Praze : L. Mazáč, 1930)
- Nemodlenec (román, autorka Karolina Světlá, Praha, L. Mazáč, 1930)
- Pověsti z Ještěda (autorka Karolina Světlá, Praha, L. Mazáč, 1930)
- První Češka (autorka Karolina Světlá, Praha, L. Mazáč, 1930)
- Svéhlavička ženuškou (původní povídka pro dorůstající dívky, autorka Eliška Krásnohorská, V Praze : Šolc a Šimáček, 1930?)
- V zátiší (novelly II, autorka Karolina Světlá, Praha, L. Mazáč, 1931)
- Dcera pouště (novelly III, autorka Karolina Světlá, Praha, L. Mazáč, 1931)
- Na úsvitě (autorka Karolina Světlá, V Praze,L. Mazáč, 1931)
- Svéhlavička (příběh z pensionátu, autorka Eliška Krásnohorská, V Praze, Šolc a Šimáček, 1932)
- Nemodlenec (Román, autorka Karolina Světlá, Praha, L. Mazáč, 1933)
- Dějiny národu českého v Čechách a na Moravě (autor František Palacký, Praha, L. Mazáč, 1936-1938)
- Zvonečková královna (zapomenutý příběh pražský, autorka Karolina Světlá, Praha, L. Mazáč, 1933)
- Staré pověsti české (obálka - autor Alois Jirásek, Praha, US PNP, 1935)[16]
- Vesnický román (autorka Karolina Světlá, Praha, L. Mazáč, 1939)
- Broučci (autor Jan Karafiát, Praha, František Novák, 1941)[16]

### Ostatní čeští autoři
- Princezna z konopí (románek, autor Quido Maria Vyskočil, Praha, Alois Hynek, 1918)
- Štěstí (román, autor Emanuel Zítek, Praha, A. Neubert, 1920-1921)
- Ze samot a ze společností (autor Václav Hladík, V Praze, Sfinx, 1925)
- Proti bohům i osudu (román z doby podmanění Britanie Římem, autor Adolf Velhartický, V Praze, Šolc a Šimáček, 1927)
- V moci pouště (kniha dobrodružství a lovů, autor Vilém Němec ; se snímky fotografií autorových a ilustracemi Věnceslava Černého a J. Gotha, Praha, Šolc a Šimáček, 1927)
- Hrabě z Dorincourtu (další a poslední dobrodružství kdysi malého lorda Fauntleroye, autor Quido Maria Vyskočil, Praha, Alois Hynek, 1927)
- Dopisy neznámého (autor Joe Hloucha, V Praze, A. Neubert, 1929)
- Na kresách (román z kraje Bezručova, díl 5, autor František Sokol-Tůma, Praha, Julius Albert, 1935)
- Valašská světice (autor František Sokol-Tůma, Praha, Julius Albert, 1936)
- Losí stopy (dobrodružství lovce Martina a jeho losa Siki, autor Josef Kovář, V Praze, I. L. Kober, 1944)
- Pánův trubač (autor Josef Kovář, V Praze, I. L. Kober, 1946)
- Melančino jaro (autorka Jarmila Stehlíková, Hořovice, Václav Bluma, 1946)
- Osudná loď (autor Tomáš Antonín Pánek, Praha, O. Šeba 1946)[16]

### Zahraniční autoři
- Smrtelný hřích (autor André Theuriet, Praha : A. Neubert, 1920)
- Příhody nováčka z roku 1813 (autor Erckmann-Chatrian, V Praze, Vesmír, 1925)
- Drama na Glosově (autorka H. Courths-Mahlerová, Praha, Alois Hynek, 1927)
- Cíl dosažen (dívčí román, autorka Lidija Aleksejevna Čarská, V Praze, Jos. R. Vilímek, 1928)
- Chatrč strýce Toma (autorka Harriet Beecher Stoweová, V Praze, Alois Hynek, 1928?)[16]
- Tulákovo srdce (autor Joseph Delmont, Praha, Sfinx, B. Janda, 1928)
- Bylo - nebylo (román, autorka Anna Ziegloserová, Praha, Sfinx, Janda, 1929)
- Krakonoš, pán krkonošských hor (překlad P.J. Šulc, Praha, Alois Hynek, 1930)
- Muž od plynu (napínavý humoristický román, autor Heinrich Spoerl, Praha, František Novák, 1941)
- Robinson Crusoe (autor Daniel Defoe, Praha, František Novák, 1946)[16]
- Lovec Ghond (autor Dhan Gópal Mukerdží, Praha, V. Šeba, 1947)[16]
- Gulliverovy cesty (autor Jonathan Swift, Praha, František Novák, 1947)[16]
- Tři mušketýři a Tři mušketýři po dvaceti letech (autor Alexandre Dumas, Praha, František Novák, 1947-1948)[16]

### Volná tvorba a jiné
- Ve své volné tvorbě tvořil Jan Goth akvarely a oleje, tematicky se jednalo o krajiny, figurální náměty nebo studie květin a hmyzu.
- V letech 1923, 1925 a 1930 byly vydávány jako schválená pomůcka nástěnné obrazy k vyučování zeměpisu; jednalo se o barevné přílohy k časopisu Stanislava Nikolaua Širým světem. Jan Goth byl autorem sedmi z nich.[3]

## Zajímavost
Ve stejném roce 1941, kdy vyšli Karafiátovi Broučci s ilustracemi Jana Gotha v nakladatelství Františka Nováka, vydal Jan Otto Broučky s dosud populárními ilustracemi Jiřího Trnky a na trhu bylo šest předchozích vydání s neméně zdařilými a dodnes vyhledávanými ilustracemi (Vojtěcha Preissig, Rudolf Mates).